# روزاليند فوكس سولومون
روزاليند فوكس سولومون (بالإنجليزية: Rosalind Solomon) هي مصورة وفنانة أمريكية، ولدت في 2 أبريل 1930 في هايلاند بارك في الولايات المتحدة.